# Jean-Victor Schnetz

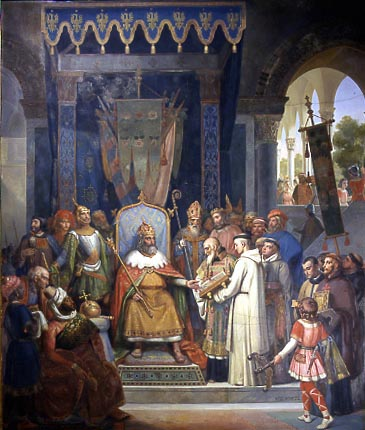
Charlemagne, entouré de ses principaux officiers, reçoit Alcuin qui lui présente des manuscrits, ouvrage de ses moines (1830), musée du Louvre, Paris.

Jean Victor Schnetz, né le 14 avril 1787 à Versailles et mort le 15 mars 1870 à Paris, est un peintre, aquarelliste, pastelliste et graveur français.

## Biographie
Jean Victor Schnetz est né le 14 avril 1787 à Versailles.
Il est d'abord formé par Jacques-Louis David puis Jean-Baptiste Regnault, Antoine-Jean Gros et François Gérard.
Il a exposé au Salon à partir de 1808 ou de 1812 jusqu'en 1867, et a remporté des médailles de première classe en 1819 et lors de l'Exposition universelle de 1855.
Ami de Théodore Géricault, Jean Victor Schnetz partagea sa vie entre la France et l'Italie qu'il avait découverte dans sa jeunesse et dont il était tombé amoureux. Il mène une brillante carrière : élu en 1837 à l'Académie des beaux-arts, il est appelé, en 1841, à succéder à Ingres comme directeur de l'Académie de France à Rome et conserve ce poste jusqu'en 1846. Il le retrouve une seconde fois entre 1853 et 1866, date à laquelle lui succède Joseph-Nicolas Robert-Fleury.
Il est l’un des quatre peintres appelés pour célébrer les grandes révolutions parisiennes sur les murs de l'ancienne Salle du Trône de l'Hôtel de ville de Paris.
Il a une influence considérable sur les pensionnaires de la Villa Médicis. En effet, il incite les élèves à peindre d’après nature et non d’après les modèles en plâtre et obtient des autorisations pour aller dessiner dans les quartiers gitans de Rome. Le peintre étudie à Rome les thèmes de foi populaire qui l'inspirent et peint des tableaux d'inspirés de thèmes méditerranéens, très en vue au début de la monarchie de Juillet malgré leur caractère exotique qui font l'objet des sarcasmes de Baudelaire.
Il sait conquérir la gloire en pleine bataille entre néo-classiques et romantiques en inventant une voie moyenne consistant à traiter de manière classique des sujets pittoresques tirés de la vie quotidienne des paysans et brigands.
Il est mort le 15 mars 1870 à Paris.
Il est inhumé au cimetière du Père-Lachaise (3e division),.

## Œuvres
- 1820 : Un rom qui prédit l'avenir de Sixte-Quint[2]

## Collections publiques
- Cain après le meurtre de son frère, huile sur toile, 1817, cm. 200 x 147, Accademia Nazionale di San Luca, Inventaire n°6, Rome.
- La Diseuse de bonne aventure, vers 1820, huile sur toile, musée d'art Roger-Quilliot, Clermont-Ferrand
- Paysanne des environs de Rome, 1822-1828, huile sur papier marouflé sur toile, 56,4 x 47 cm, musée des Beaux-Arts d'Orléans[5]
- Femme assassinée, vers 1824, huile sur toile, 104 x 86 cm, Musée des Beaux-Arts de Quimper[6]
- Saint Martin et le pauvre, 1824, cathédrale Saint-Gatien, Tours[7]
- Religieux secourant une pélerine blessée, 1826, Valenciennes, musée des Beaux-Arts[8]
- Vœux de la Madone, musée d'Orsay, Paris
- Deux jeunes filles se baignant dans le lac de Nemi, musée du Louvre, Paris
- Combat devant l'Hôtel de Ville de Paris le 28 juillet 1830, Petit Palais, Paris
- Charlemagne, entouré de ses principaux officiers, reçoit Alcuin, 1830, musée du Louvre, Paris[9].
- Le Vœu à la Madone, musée du Louvre, Paris, exposé au Salon Parisien de 1831
- Le comte Eudes défend Paris contre les Normands, 1837, Galerie des batailles, château de Versailles
- Épisode du sac de la ville d’Aquilée par Attila, 1841, Musée de Picardie, Amiens
- La Bataille d'Ascalon, 1843, château de Versailles.
- Décor mural de la chapelle Saint-André à l'Eglise Saint-Séverin à Paris, 1849[10]
- Tête de paysanne romaine, 1866, crayon, 18.9 x 17.3 cm, Château-Musée[11], Nemours, n° inv. 2013.0.232[12].
- Moine en prière, L'Effroi, Le Capucin Médecin, Judith, Musée du château de Flers

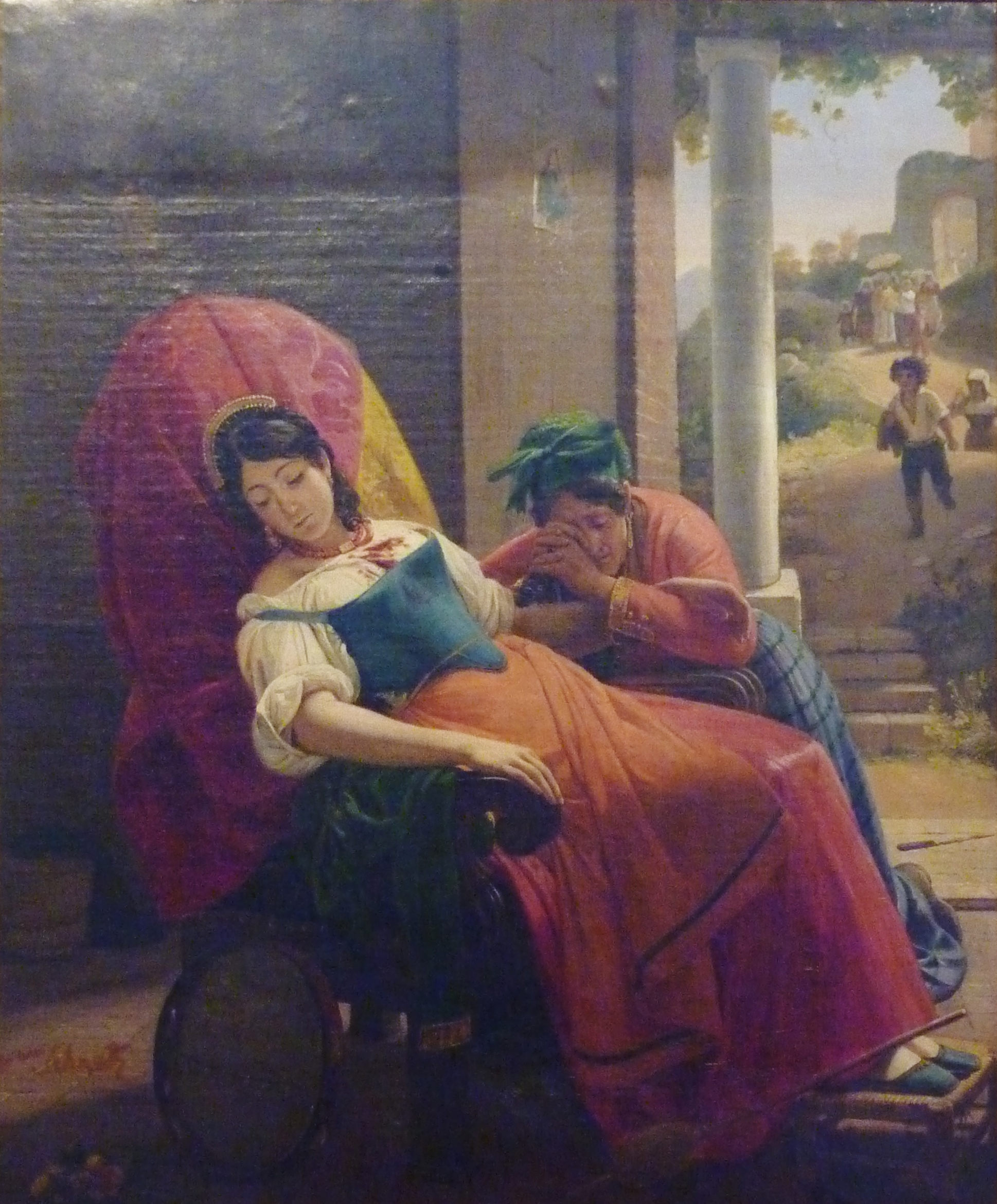
Femme assassinée (vers 1824, huile sur toile, musée des beaux-arts de Quimper)
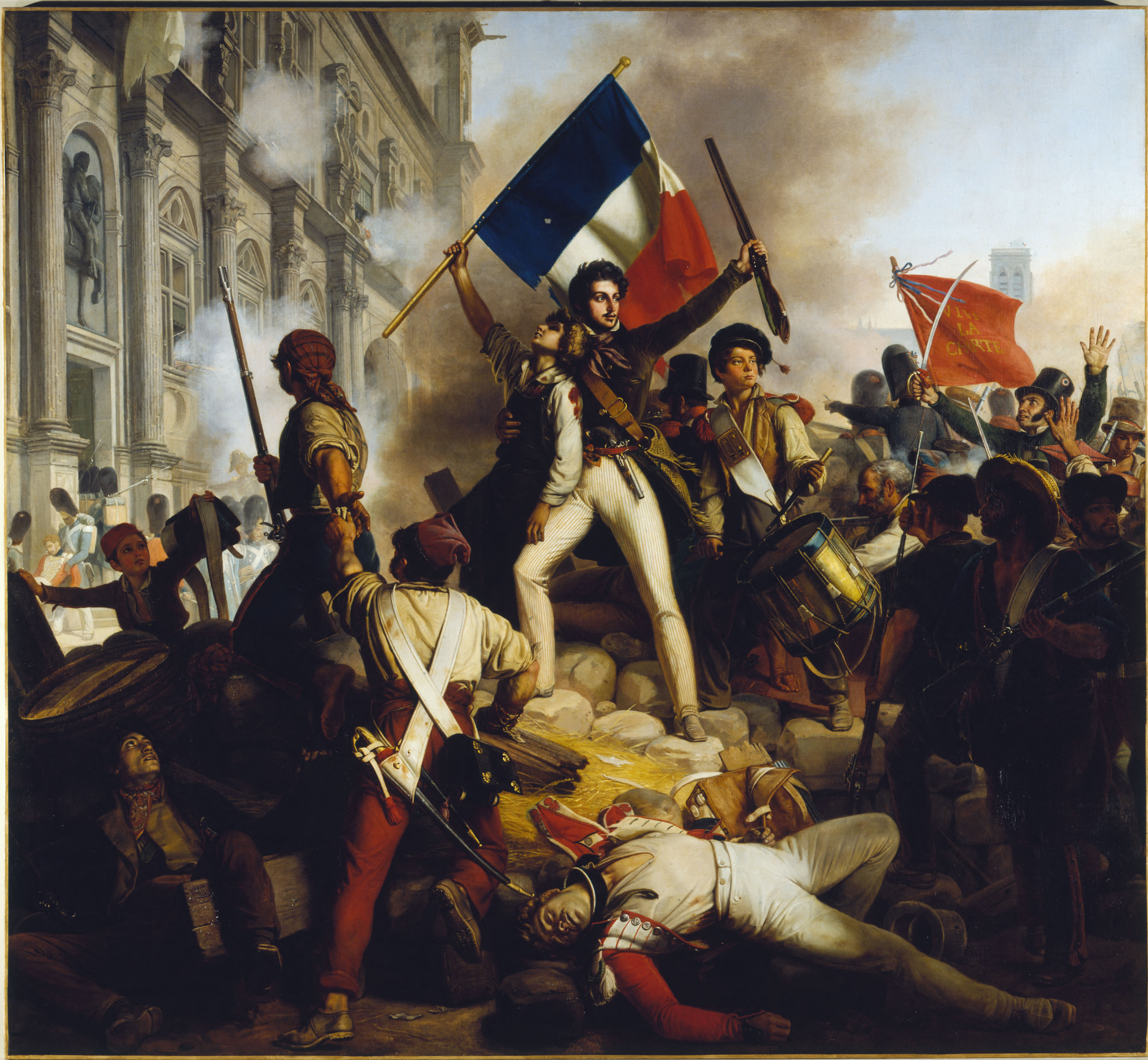
Combat devant l'Hôtel de ville (28 juillet 1830) (Petit Palais, Paris)
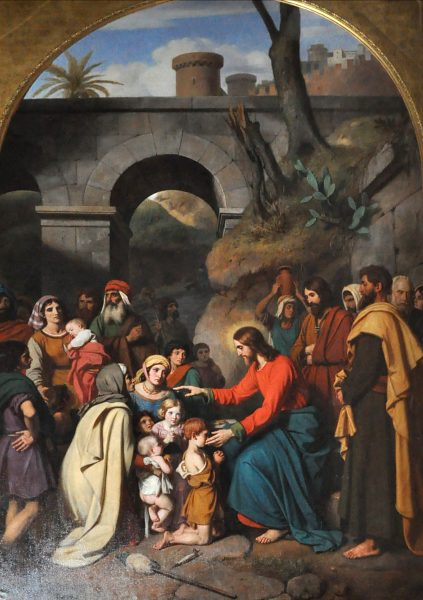
Christ et les enfants
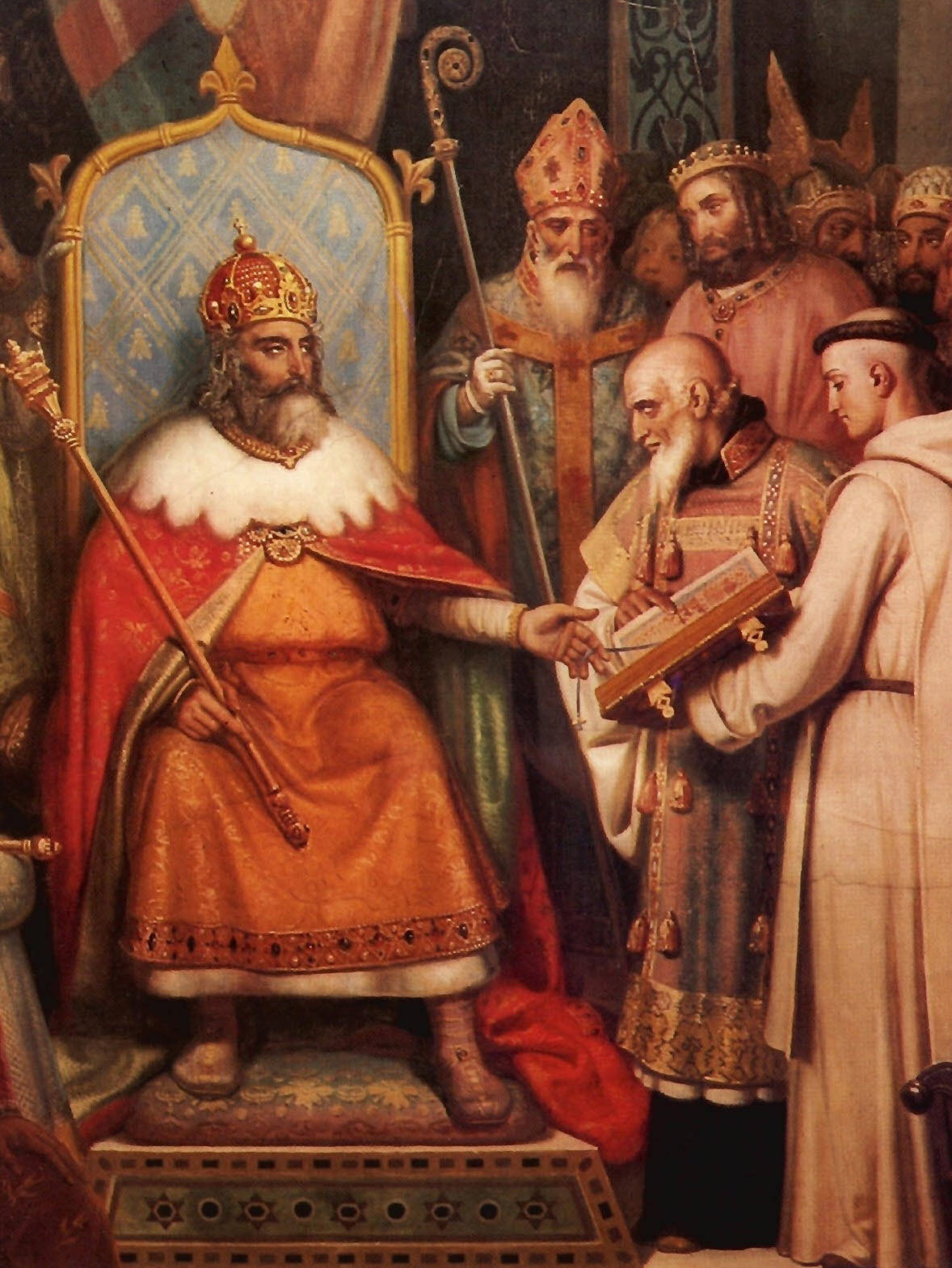
Charlemagne, entouré de ses principaux officiers, reçoit Alcuin [vue partielle] (1830, musée du Louvre, Paris)
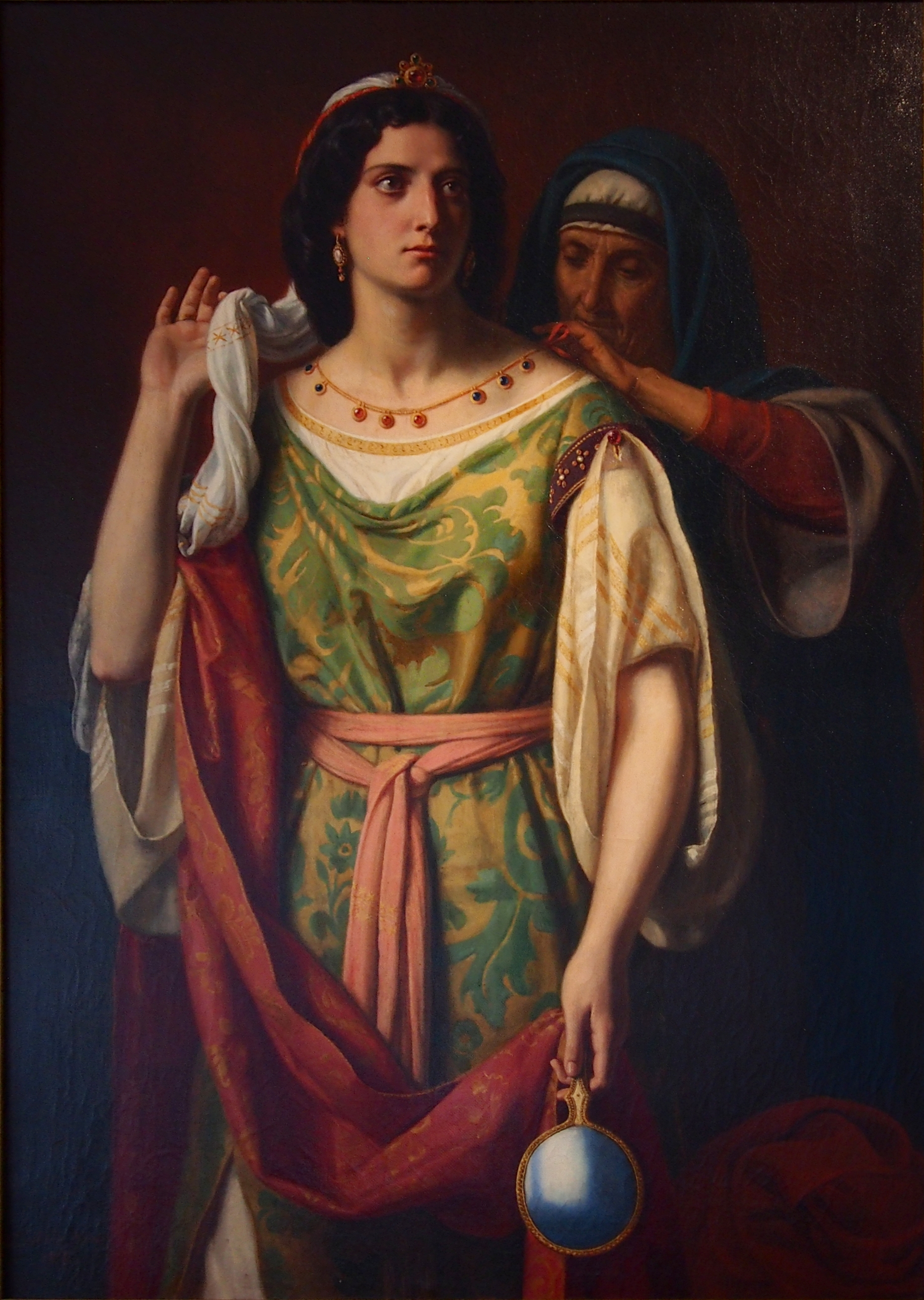
Judith (musée du château de Flers).

## Iconographie
- SANSON Justin-Chrysostome, Victor Schnetz, peintre et directeur de la Villa Médicis[13], médaillon en plâtre, D. 14 cm. Nemours, Château-Musée.